# ییرژی بران
ییرژی بران (چکی: Jiří Beran؛ زادهٔ ۱۸ ژانویهٔ ۱۹۸۲) شمشیرباز اهل جمهوری چک است.
وی در مسابقات کشوری و بین‌المللی در مجموع برندهٔ ۳ مدال برنز شده است.